# میروسلاو دوکیچ
میروسلاو دوکیچ (صربی: Miroslav Đukić؛ زادهٔ ۱۹ فوریهٔ ۱۹۶۶) یک بازیکن فوتبال اهل صربستان است.

## باشگاهی
از باشگاه‌هایی که در آن بازی کرده‌است می‌توان به دپورتیوو لاکرونیا، والنسیا، تنریف اشاره کرد.

## تیم ملی
وی همچنین در تیم ملی فوتبال یوگسلاوی بازی کرده است.